# قطعنامه ۷۳۰ شورای امنیت
قطعنامه ۷۳۰ شورای امنیت سازمان ملل متحد که در تاریخ ۱۶ ژانویه ۱۹۹۲ تصویب شد، سندی بین‌المللی دربارهٔ آمریکای مرکزی است. این قطعنامه طی نشست ۳۰۳۱ام با ۱۵ رای موافق، ۰ مخالف و ۰ ممتنع تصویب شد.